# Plagiopholis
Plagiopholis — рід змій родини полозових (Colubridae). Представники цього роду мешкають в Південно-Східній Азії.

## Види
Рід Plagiopholis нараховує 4 види:
- Plagiopholis blakewayi Boulenger, 1893
- Plagiopholis delacouri Angel, 1929
- Plagiopholis nuchalis (Boulenger, 1893)
- Plagiopholis styani (Boulenger, 1899)

## Етимологія
Наукова назва роду Plagiopholis походить від сполучення слів дав.-гр. πλαγιος — скошений, похилий і φολις — рогова луска.